# The Book 2
The Book 2 è il terzo EP del duo musicale giapponese Yoasobi, pubblicato nel 2021.

## Tracce
Testi e musiche di Ayase.
1. Tsubame (ツバメ; featuring Midories) – 3:36
2. Sangenshoku (三原色) – 3:40
3. Taishō Roman (大正浪漫) – 2:46
4. Mō Sukoshi Dake (もう少しだけ) – 3:38
5. Yasashii Suisei (優しい彗星) – 3:33
6. Kaibutsu (怪物) – 3:25
7. Moshi mo Inochi ga Egaketara (もしも命が描けたら) – 3:21
8. Loveletter (ラブレター) – 3:30